# Cérès foulant aux pieds les attributs de la guerre
Cérès foulant aux pieds les attributs de la guerre est une peinture allégorique réalisée en 1635 par le peintre français Simon Vouet, aujourd'hui conservée au musée Thomas-Henry de Cherbourg-en-Cotentin, en France.

## Sources
- (en) Cet article est partiellement ou en totalité issu de l’article de Wikipédia en anglais intitulé « Ceres Trampling the Attributes of War » (voir la liste des auteurs).